# 4780 Polina
4780 Polina eller 1979 HE5 är en asteroid i huvudbältet som upptäcktes den 25 april 1979 av den rysk-sovjetiske astronomen Nikolaj Tjernych vid Krims astrofysiska observatorium på Krim. Den har fått sitt namn efter Polina E. Zakharova.
Asteroiden har en diameter på ungefär 3 kilometer.